# Untere Mark
Untere Mark ist eine Gemarkung im oberfränkischen Landkreis Forchheim.
Die Gemarkung hat eine Fläche von 1703,24 Hektar und hat je einen Gemarkungsteil auf dem Gebiet der Stadt Forchheim und der Gemeinden Hallerndorf, Hausen und Heroldsbach.
Das FFH-Gebiet 6231-371 („Waldgebiet Untere Mark“) nimmt 826,2 Hektar der Gemarkung ein und beherbergt verschiedene geschützte Arten, unter anderem Bechsteinfledermaus, Großes Mausohr, Kammmolch, Steinkrebs, und Eremit. Dieses FFH-Gebiet umfasst die bayerischen Naturwaldflächen 4441, 4444, und 4452.
Die Bodendenkmäler in der Gemarkung beinhalten mehrere vorgeschichtliche Bestattungsplätze mit sichtbaren Grabhügeln sowie Pingenfelder und Steinbruchareale des Mittelalters und der frühen Neuzeit. Ein geowissenschaftlich sehr bedeutender aufgelassener Steinbruch im Angulatensandstein wird im bayerischen Geotopkataster als Geotop 474A004 geführt. 

## Geschichte
Die Untere Mark war ein gemeindefreies Gebiet mit dem AGS 09474451 und einer Fläche von 1708,51 Hektar, das zum 1. Januar 1998 aufgelöst und in die Gemeinden Forchheim, Hallerndorf, Hausen und Heroldsbach eingegliedert wurde.
Die heutige Gemarkung ist mit 1703,7341 Hektar nur geringfügig (rund 480 Quadratmeter) kleiner als das ehemalige gemeindefreie Gebiet und verteilt sich zum Stichtag 31. Dezember 2021 folgendermaßen auf die Gemeinden (Angaben in Hektar):
- Stadt Forchheim (Gemarkungsteil 0): 439,3641
- Hallerndorf (Gemarkungsteil 1): 975,2873
- Hausen (Gemarkungsteil 2): 259,0345
- Heroldsbach (Gemarkungsteil 3): 30,0482